# Kiana (Alaska)
Kiana is een plaats (city) in de Amerikaanse staat Alaska, en valt bestuurlijk gezien onder Northwest Arctic Borough.

## Demografie
Bij de volkstelling in 2000 werd het aantal inwoners vastgesteld op 388.
In 2006 is het aantal inwoners door het United States Census Bureau geschat op 405, een stijging van 17 (4,4%).

## Geografie
Volgens het United States Census Bureau beslaat de plaats een oppervlakte van
0,6 km², geheel bestaande uit land.

## Plaatsen in de nabije omgeving
De onderstaande figuur toont nabijgelegen plaatsen in een straal van 104 km rond Kiana.